# 1-Brom-2-chlorethan
1-Brom-2-chlorethan ist eine chemische Verbindung aus der Gruppe der aliphatischen Halogenkohlenwasserstoffe.

## Vorkommen
1-Brom-2-chlorethan kommt natürlich in der Braunalge Cystoseira barbata vor.

## Gewinnung und Darstellung
1-Brom-2-chlorethan kann durch Reaktion von Vinylchlorid mit Bromwasserstoff gewonnen werden.

## Eigenschaften
1-Brom-2-chlorethan ist eine farblose Flüssigkeit, die schwer löslich in Wasser ist.

## Verwendung
1-Brom-2-chlorethan wurde für die regio- und diastereoselektive Synthese von 2-Alkylidentetrahydrofuranen verwendet. Es wird auch als Lösungsmittel, als Zwischenprodukt für die organische Synthese und als Begasungsmittel verwendet.